# Osmoxylon chrysanthum
Osmoxylon chrysanthum är en araliaväxtart som beskrevs av Barry John Conn och David Frodin. Osmoxylon chrysanthum ingår i släktet Osmoxylon och familjen Araliaceae. Inga underarter finns listade.